# 特雷莎·里韦拉
特雷莎·里韦拉·罗德里格斯（西班牙語：Teresa Ribera Rodríguez，1969年5月19日—）女，马德里人，西班牙法律学者和大学教授，西班牙工人社会党党员。2020年1月始任第二次桑切斯内阁第四副首相兼生态转型与人口挑战大臣。

## 早期经历
毕业于马德里康普顿斯大学法律系。2012年成为国家高级公务员编制外人员。她还兼任马德里自治大学公共法学和法律哲学副教授。
2004年至2008年间担任国家气候变化办公室主任，2018年至2011年间担任萨帕特罗内阁农业、环境、渔业与食品事务部气候变化国务秘书
2015年加入了桑切斯领导的工人社会党团队，以应对大选。

## 生态转型大臣
在2018年西班牙政府不信任案公决后，人民党主席拉霍伊被迫辞职，工人社会党总书记桑切斯成为新任西班牙首相。在重组内阁中，她被任命为生态转型大臣。6月7日出席了萨苏埃拉宫就职仪式。
2018年7月，她在众议院提出了计划提高柴油税的议案，但遭到了劳动者总联盟等团体的强烈反对。该方案最终被搁置。
里韦拉上任后实行的第一项措施是取消“太阳税”，消除了一系列监管障碍，保障了公民免费自用电力的权力，推动了西班牙向清洁能源模式的转型。“太阳税”属于2013年人民党执政期间颁布的“反可再生能源”政策一部分，它向消费者征收自行发电装置中产生和消耗能源的费用。
为了消除煤炭污染并完成西班牙电力生产改造任务，里贝拉与当地工会达成协议，关闭了西班牙北部仍在运营的大部分煤矿。国家了投资约2.5亿欧元，以改善当地矿工的生活状况，并恢复地区生态平衡。2018年10月，她被气候保护同盟授予“公众人物”奖。
2019年2月22日，西班牙国会通过了关于气候变化和能源转型的未来法律草案，旨在到2050年实现碳中和。
2020年1月，担任第二次桑切斯内阁第四副首相兼生态转型与人口挑战大臣。